# Romanzo di avventura
Il romanzo di avventura è un genere letterario che nasce nel XVIII secolo e narra di viaggi in terre lontane e quindi celebra il coraggio e l'ingegno umano. L'incontro fra diverse culture offre uno spunto per criticare la società in cui l'autore vive, ma anche per esaltarne i valori.

## Precursori
È possibile ritrovare in molte opere dell'età antica alcune istanze che poi diverranno peculiari del genere d'avventura. Già nell'Odissea di Omero il protagonista, Ulisse, mostra quelle caratteristiche che, diversi secoli dopo, tipizzeranno il modello dell'avventuriero, come il desiderio di conoscere, l'attrazione verso l'ignoto, la voglia di evadere, il coraggio, l'accortezza e la lucidità.
Dal poema omerico, la passione per l'avventura si trasferisce, dapprima, negli storiografi e nei viaggiatori greci, poi nella particolare espressione narrativa del romanzo ellenistico, che cerca di soddisfare il gusto del meraviglioso, del fantastico e dell'esotico. Uno dei titoli più indicativi è dato dal romanzo di Antonio Diogene, Le meraviglie di là da Tule, scritto nel I secolo d.C. Della stessa epoca ellenistica si possono citare il Romanzo di Nino e Semiramide (del I secolo a.C., di cui si posseggono scarsi frammenti) e le Avventure di Chelea e Calliroe di Caritone.
La narrativa medioevale si impregna dell'eco delle leggende classiche pagane, come nel caso del Roman de Troie, ma, contemporaneamente, sorgono le favole cristiane del ciclo bretone e quindi di re Artù e Ginevra, di Tristano e Isotta, dei cavalieri della Tavola Rotonda. La civiltà feudale, pur nel suo declino, diffonde l'immagine dell'ideale cavalleresco, grazie alla complicità di un linguaggio universale che riecheggia sia nelle corti sia nelle fiere paesane. Tra gli autori più rappresentativi figura sicuramente Chrétien de Troyes (XII secolo).
Altri importanti precedenti sono: l'Orlando furioso di Ludovico Ariosto, con la massiccia presenza dei temi dell'esplorazione, dell'ignoto e dell'azione; il Don Chisciotte di Cervantes ricco di satira e anticipazioni a tutto tondo; il Morgante maggiore di Luigi Pulci, nel quale l'ideale dell'eroe forte e gentile viene sostituito dalla figura dell'accattone alla ricerca dei beni primari per la sussistenza. Dal genere epico-cavalleresco proviene quindi il romanzo picaresco, ben esemplificato dal Lazarillo de Tormes, e la Spagna prende il posto della Francia alla guida del timone della letteratura innovativa.

## Nascita e sviluppo del genere
Il romanzo d'avventura moderno nasce nel XVIII secolo, infatti le prime opere che possono essere pienamente inserite nel genere furono scritte nell'Inghilterra settecentesca. È da ricordare anzitutto il Robinson Crusoe (1719) di Daniel Defoe, in cui l'isolamento forzato fa rinascere nel protagonista un profondo sentimento religioso. Al contrario, nei Viaggi di Gulliver (Gulliver's Travels), scritti dall'irlandese Jonathan Swift nel 1726, prevalgono l'intento satirico e un'amara constatazione dei difetti umani. Le spinte illuministiche e razionalistiche settecentesche, innalzando l'analisi intellettuale, mettono in secondo piano la sfera del fantastico e determinano un periodo di crisi per la letteratura avventurosa, costringendo gli autori del genere a rifugiarsi, per lo più, sotto l'impronta della satira e quindi a ricercare una sorta di "contaminazione" di genere.
Il romanzo d'avventura ha un maggiore sviluppo con la nascita della letteratura di massa e trova piena espressione nell'Ottocento, grazie ad una congiuntura di processi storico-culturali e artistici propizia: il romanticismo fa rifiorire lo spirito d'avventura e consente la nascita di un nuovo genere, il romanzo storico, che, grazie a Walter Scott e ai suoi epigoni, si ispira alle gesta dei cavalieri medievali. Un'ulteriore spinta propulsiva al genere viene data dal movimento del realismo, che ridona un'elevatezza e una completezza di espressione al romanzo avventuroso, di esplorazioni, di viaggi e di conquiste. Come se ciò non bastasse, molti scrittori del tempo descrivono, celebrandola, la nuova figura dell'eroe borghese teso all'affermazione sociale di se stesso e alla strenua difesa dei valori della sua classe sociale, che vengono trasposti, su di un piano letterario, nel gusto della lotta contro il destino.
Ecco, quindi, la penna fertile e creativa degli autori inglesi, rappresentanti la colonizzazione e il trionfo del commercio su scala mondiale, oltre alla voce degli scrittori statunitensi, narrante la conquista e l'espansione verso l'ignoto, simboleggiati dalla caccia alle balene.
Altri due filoni del romanzo di avventura fioriscono in questo secolo, rappresentati dal romanzo poliziesco dal romanzo scientifico (anticipatore della fantascienza), i cui padri sono considerati rispettivamente Edgar Allan Poe e Jules Verne.
Tra i principali autori dell'Otto-Novecento sono da ricordare il francese Jules Verne (Viaggio al centro della Terra, Ventimila leghe sotto i mari, I figli del capitano Grant e molti altri), l'italiano Emilio Salgari (Il corsaro nero e il ciclo indo-malese), i britannici Robert Louis Stevenson (L'isola del tesoro, La freccia nera e Il ragazzo rapito) e H. Rider Haggard (Le miniere di re Salomone), gli statunitensi Mark Twain (Le avventure di Tom Sawyer) e Herman Melville (Moby Dick).